# Третья Тига
Третья Тига — село в Чаинском районе Томской области, Россия. Входит в состав Усть-Бакчарского сельского поселения.

## История
Основано в 1911 году. По данным на 1926 года посёлок Тига 3-я состоял из 21 хозяйств, основное население — русские. В административном отношении входила в состав Тигинского сельсовета Чаинского района Томского округа Сибирского края.

## Население
| 1926 | 1940 | 1956 | 1995 | 1996 | 1997 | 1998 |
| ---- | ---- | ---- | ---- | ---- | ---- | ---- |
| 213  | ↗334 | ↘224 | ↗263 | ↘254 | ↘250 | ↘247 |
| 1999 | 2002 | 2010 | 2012 | 2013 | 2014 | 2015 |
| ↘238 | ↘223 | ↘161 | ↗162 | ↗163 | ↘157 | ↘156 |
| 2021 |      |      |      |      |      |      |
| ↘86  |      |      |      |      |      |      |

Национальный состав
Согласно результатам переписи 2002 года, в национальной структуре населения русские составляли 39 %, удмурты — 61 %.